# Agustín Vidal
Agustín Vidal (Viedma, 8 de julio de 1987) es un exjugador argentino de balonmano.
Fue múltiples veces convocado para la selección de balonmano de Argentina, disputando con la misma el Campeonato Mundial de Balonmano Masculino de 2015 en Catar.

## Palmarés
Con la Selección Argentina:
- 2003: Sudamericano Cadete, Brasil.
- 2004: Panamericano Juvenil, Brasil.
- 2005: Panamericano Juvenil, Brasil.
- 2005: Mundial Juvenil, Catar.
- 2007: Panamericano Juniors, Chile.
- 2007: Mundial Juniors, Macedonia.
- 2007: Juegos Del Alba, Venezuela.
- 2008: Panamericano Mayores, Brasil.
- 2008: Preolímpico, Polonia.
- 2009: Mundial, Croacia.
- 2010: Panamericano, Chile.
- 2011: Mundial, Suecia.
- 2011: Juegos Panamericanos, Guadalajara, México (clasificatorio a Los Juegos Olímpicos de Londres).
- 2013: Mundial Mayores, España.
- 2015: Mundial Mayores, Catar.
- 2016: Panamericano, Buenos Aires, Argentina.
- 2016: Juegos Olímpicos, Río de Janeiro, Brasil.